# Póvoa de Lanhoso
Póvoa de Lanhoso ist eine Kleinstadt (Vila) und ein Kreis (Concelho) in Portugal mit 5623 Einwohnern (Stand 19. April 2021). 

## Geschichte
In der Burg von Lanhoso verbarrikadierte sich Theresia von Kastilien, die Mutter des D.Afonso Henriques, der gegen sie Krieg führte. Der zwischen Mutter und Sohn ausgehandelte Vertrag von Lanhoso war eine der Etappen zur späteren Gründung des Königreich Portugals, dessen erster König D.Afonso Henriques 1139 wurde.
Erste Stadtrechte (Foral) erhielt der Ort 1292 durch König D.Dinis, die 1514 durch König Manuel I. erneuert wurden.

## Verwaltung

### Kreis
Póvoa de Lanhoso ist Sitz eines gleichnamigen Kreises. Die Nachbarn sind Amares, Vieira do Minho, Fafe, Guimarães und Braga.
Mit der Gebietsreform im September 2013 wurden mehrere Gemeinden zu neuen Gemeinden zusammengefasst, sodass sich die Zahl der Gemeinden von zuvor 29 auf 22 verringerte.
Die folgenden Gemeinden (Freguesias) liegen im Kreis Póvoa de Lanhoso.

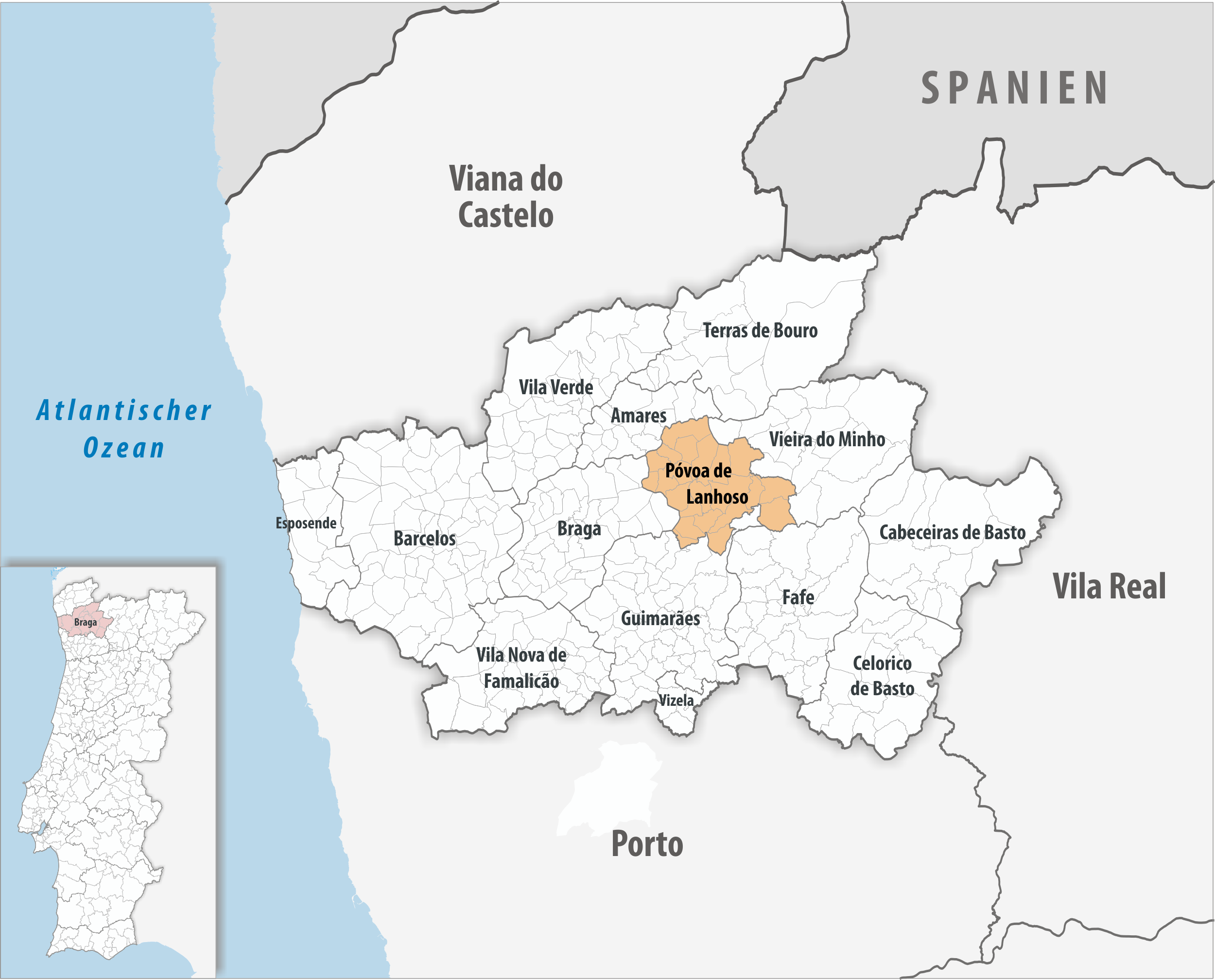
Kreis Póvoa de Lanhoso

| Gemeinde                | Einwohner (2021) | Fläche km² | Dichte Einw./km² | LAU- Code |
| ----------------------- | ---------------- | ---------- | ---------------- | --------- |
| Águas Santas e Moure    | 589              | 3,91       | 151              | 030930    |
| Calvos e Frades         | 742              | 8,72       | 85               | 030931    |
| Campos e Louredo        | 1.391            | 5,06       | 275              | 030932    |
| Covelas                 | 406              | 2,91       | 140              | 030906    |
| Esperança e Brunhais    | 608              | 8,21       | 74               | 030933    |
| Ferreiros               | 410              | 4,40       | 93               | 030908    |
| Fonte Arcada e Oliveira | 1.629            | 11,06      | 147              | 030934    |
| Galegos                 | 559              | 2,94       | 190              | 030912    |
| Garfe                   | 983              | 5,44       | 181              | 030913    |
| Geraz do Minho          | 544              | 4,84       | 112              | 030914    |
| Lanhoso                 | 766              | 6,06       | 126              | 030915    |
| Monsul                  | 713              | 3,28       | 217              | 030917    |
| Póvoa de Lanhoso        | 5.623            | 5,70       | 986              | 030919    |
| Rendufinho              | 650              | 8,37       | 78               | 030921    |
| Santo Emilião           | 825              | 2,14       | 386              | 030922    |
| São João de Rei         | 365              | 5,46       | 67               | 030923    |
| Serzedelo               | 738              | 10,06      | 73               | 030924    |
| Sobradelo da Goma       | 695              | 10,12      | 69               | 030925    |
| Taíde                   | 1.683            | 6,67       | 253              | 030926    |
| Travassos               | 605              | 4,64       | 130              | 030927    |
| Verim, Friande e Ajude  | 655              | 10,09      | 65               | 030935    |
| Vilela                  | 596              | 4,58       | 130              | 030929    |
| Kreis Póvoa de Lanhoso  | 21.775           | 134,66     | 162              | 0309      |

### Bevölkerungsentwicklung
| Einwohnerzahl im Kreis Póvoa de Lanhoso (1801–2011) | Einwohnerzahl im Kreis Póvoa de Lanhoso (1801–2011) | Einwohnerzahl im Kreis Póvoa de Lanhoso (1801–2011) | Einwohnerzahl im Kreis Póvoa de Lanhoso (1801–2011) | Einwohnerzahl im Kreis Póvoa de Lanhoso (1801–2011) | Einwohnerzahl im Kreis Póvoa de Lanhoso (1801–2011) | Einwohnerzahl im Kreis Póvoa de Lanhoso (1801–2011) | Einwohnerzahl im Kreis Póvoa de Lanhoso (1801–2011) | Einwohnerzahl im Kreis Póvoa de Lanhoso (1801–2011) | Einwohnerzahl im Kreis Póvoa de Lanhoso (1801–2011) |
| --------------------------------------------------- | --------------------------------------------------- | --------------------------------------------------- | --------------------------------------------------- | --------------------------------------------------- | --------------------------------------------------- | --------------------------------------------------- | --------------------------------------------------- | --------------------------------------------------- | --------------------------------------------------- |
| 1801                                                | 1849                                                | 1900                                                | 1930                                                | 1960                                                | 1981                                                | 1991                                                | 2001                                                | 2011                                                |                                                     |
| 8084                                                | 9585                                                | 16.939                                              | 19.178                                              | 22.033                                              | 21.092                                              | 21.516                                              | 22.772                                              | 21.895                                              |                                                     |

### Kommunaler Feiertag
- 19. März

### Städtepartnerschaften
- Frankreich: Neuves-Maisons (seit 1987)[6]

## Söhne und Töchter der Stadt
- Gonçalo Sampaio (1865–1937), Botaniker
- Agostinho Oliveira (* 1947), Fußballspieler und -trainer
- Sérgio Vieira (* 1983), Fußballspieler und -trainer